# Sphenarium mexicanum
Sphenarium mexicanum är en insektsart som beskrevs av Henri Saussure 1859. Sphenarium mexicanum ingår i släktet Sphenarium och familjen Pyrgomorphidae.

## Underarter
Arten delas in i följande underarter:
- S. m. histrio
- S. m. mexicanum